# Арчи Сассекский
Принц Арчи Сассекский (англ. Prince Archie of Sussex), полное имя — Арчи Харрисон Маунтбеттен-Виндзор (англ. Archie Harrison Mountbatten-Windsor; род. 6 мая 2019, Лондон, Великобритания) — член британской королевской семьи, внук короля Карла III и принцессы Уэльской Дианы, первенец принца Гарри, герцога Сассекского, и его жены Меган, герцогини Сассекской. После смерти своей прабабки Елизаветы II поднялся на шестую позицию в порядке британского престолонаследия.

## Биография
Первое официальное заявление о предстоящем рождении у герцога и герцогини Сассекских ребёнка было сделано 15 октября 2018 года. Тогда же была озвучена приблизительная дата — весна 2019 года. Пол будущего члена королевской семьи, по традиции, не уточнялся в течение всего времени ожидания ребёнка. По данным Vanity Fair, герцогиня Меган 27 февраля сообщила, что это будет сын и что при его воспитании она намерена руководствоваться «гибким подходом к гендеру», но Кенсингтонский дворец воздержался от комментариев по этому поводу. Позже супруги опровергли эту новость, заявив, что это очередная дезинформация от СМИ с целью исказить представления об их семье. Вне зависимости от пола ребёнок изначально должен был стать седьмым в порядке британского престолонаследия, оттеснив на восьмую позицию своего двоюродного деда Эндрю, герцога Йоркского.
Ещё до рождения ребёнка сообщалось, что он будет жить во Фрогмор-коттедже неподалёку от Виндзорского замка. Формально он может считаться принцем, если только король не издаст другое распоряжение на этот счёт. Официальный биограф королевской семьи Роберт Хардман вскоре после сообщений о предстоящем рождении уточнил для прессы, что ребёнок будет только «лордом» или «леди», как ребёнок любого другого герцога, поскольку Гарри Сассекский не принадлежит к прямой линии наследования престола. Однако мальчик мог получить как старший сын герцога «титул учтивости»; это мог быть титул графа Дамбартона.
Ребёнок родился 6 мая 2019 года в лондонской больнице Портленд в Вестминстере. Через два дня было объявлено его имя — Арчи Харрисон. Отдельно было подчёркнуто, что родители отказались от титула учтивости для своего сына, поэтому он будет известен просто как мастер Арчи Маунтбеттен-Виндзор и будет воспитываться как частное лицо.
Ребёнок с начала своей жизни имеет два гражданства — британское и американское. В 2020 году его родители сложили с себя обязанности, связанные с принадлежностью к королевской семье, и переехали вместе с ребёнком в Америку. Они живут в Монтесито (Калифорния). Там 4 июня 2021 года родилась сестра Арчи Лилибет.
Изначально предполагалось, что после смерти королевы Елизаветы II Арчи как внук монарха по мужской линии должен получить статус принца и титулование Королевское Высочество. При этом его мать заявила в интервью Опре Уинфри в феврале 2021 года, что существуют планы лишить Арчи этого права; герцогиня связала это с предвзятым отношением к ребёнку, происходящему от межрасового брака (Меган — мулатка). Тем не менее в марте 2023 года родители Арчи начали использовать для своих детей титулы принца и принцессы. Эти титулы появились и на официальном сайте британской королевской семьи.